# Trattato di Stato austriaco

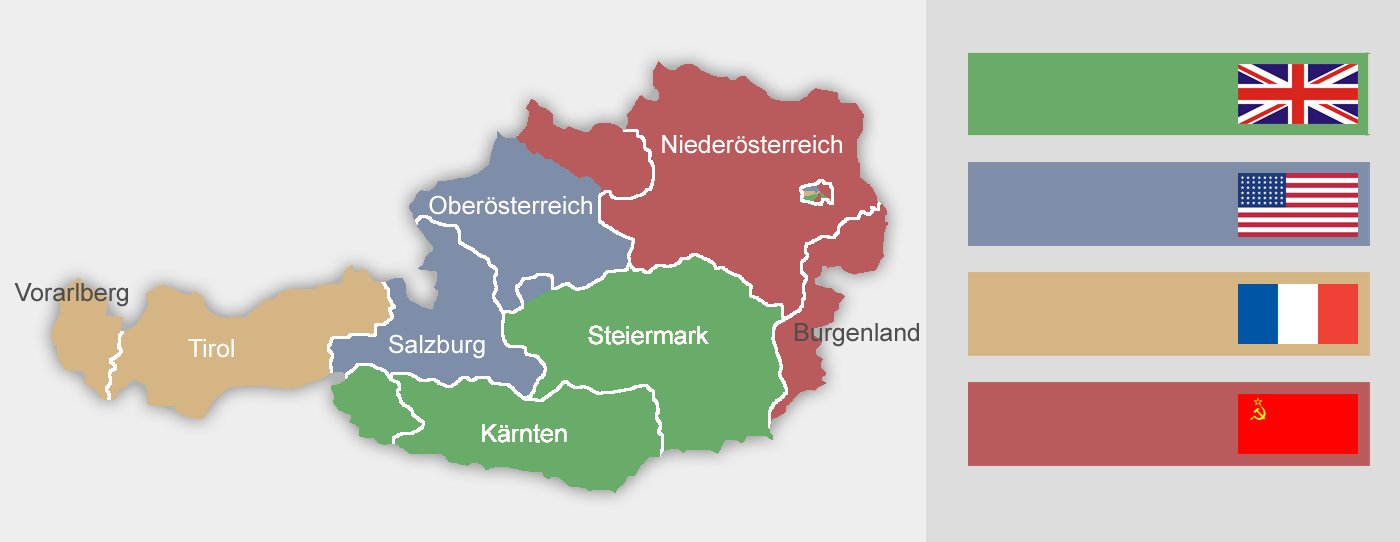
Zone di occupazione in Austria, 1945-1955

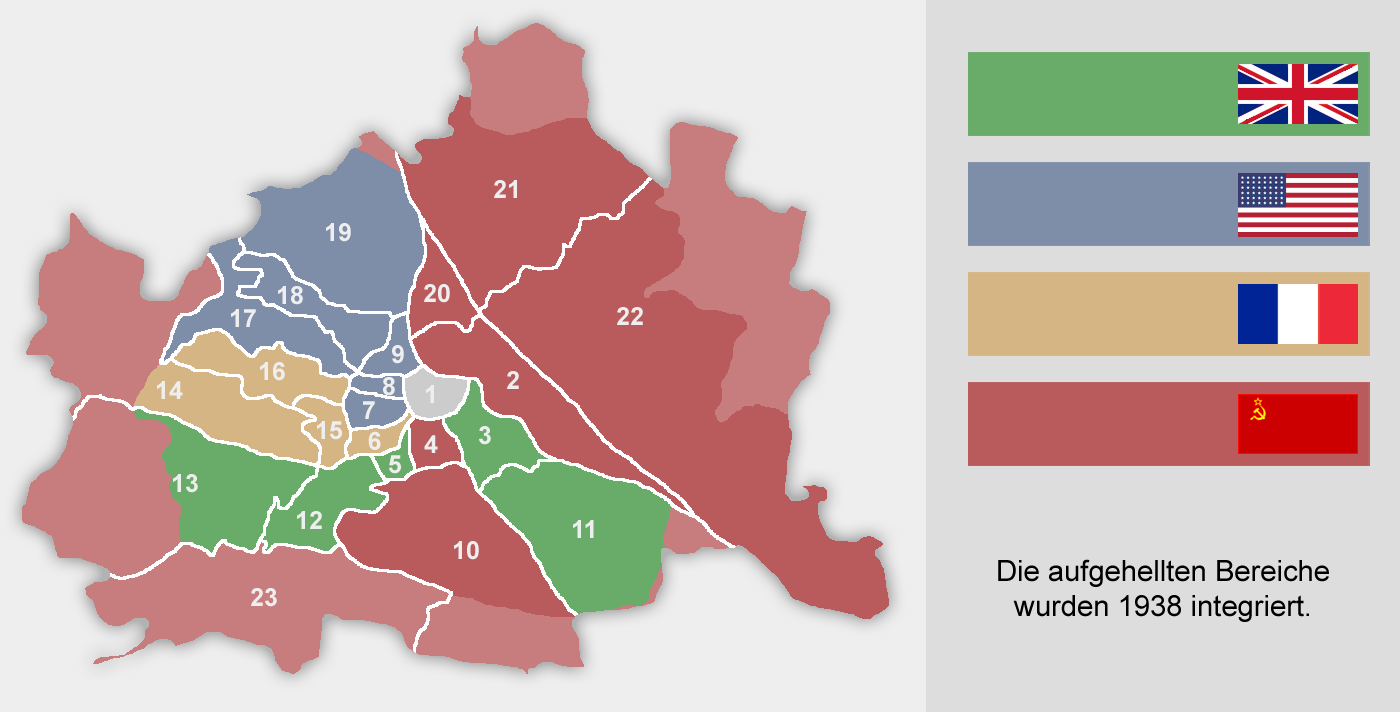
Particolare: zone di occupazione a Vienna, 1945-1955

Il trattato di Stato austriaco (in forma completa: trattato di Stato per la re-istituzione di un'Austria indipendente e democratica, firmato a Vienna il 15 maggio 1955; in tedesco: Staatsvertrag betreffend die Wiederherstellung eines unabhängigen und demokratischen Österreich, gegeben zu Wien am 15. Mai), fu firmato il 15 maggio 1955 a Vienna al Castello del Belvedere tra le potenze occupanti alleate: la Francia, il Regno Unito, gli Stati Uniti, l'Unione Sovietica e il governo dell'Austria che avrebbe assunto la pienezza delle sue funzioni dal 27 luglio 1955.

## Generalità e struttura
Il trattato ristabilì un'Austria libera, sovrana e democratica; la base del trattato era la dichiarazione di Mosca del 30 ottobre 1943.
I firmatari furono i ministri degli Esteri dell'epoca: Vjačeslav Molotov (Unione Sovietica), John Foster Dulles (USA), Harold Macmillan (Regno Unito) e Antoine Pinay (Francia) per gli Alleati, mentre Leopold Figl come ministro degli Esteri austriaco, come anche i quattro Alti Commissari delle potenze occupanti: Ivan Il'ičov (Unione Sovietica), Geoffrey Arnold Wallinger (Regno Unito), Llewellyn E. Thompson Jr. (USA), Roger Lalouette (Francia).
Il trattato è diviso in nove parti:
- Preambolo
- Condizioni politiche e territoriali
- Condizioni militari e aeree
- Riparazioni di guerra
- Proprietà, legge e interessi
- Relazioni economiche
- Regole nelle dispute
- Condizioni economiche
- Condizioni finali

## Passi importanti del trattato
Nel riconoscimento dello Stato austriaco, furono espressi chiaramente e in modo dettagliato i diritti delle minoranze degli sloveni e dei croati. L'Anschluss, ossia l'unione politica con la Germania, come era avvenuta nel 1938, fu proibita, così come anche ogni organizzazione nazista e fascista.
Inoltre, l'Austria annunciò che si sarebbe dichiarata permanentemente neutrale dopo l'entrata in vigore del trattato. L'URSS aveva espresso il desiderio per una tale dichiarazione come garanzia che l'Austria non si unisse alla NATO dopo il ritiro delle truppe sovietiche. La neutralità austriaca non era nel testo originale del trattato, ma fu aggiunta dal Parlamento austriaco.

## Conseguenze
Dopo la stipula del trattato, gli Alleati lasciarono il territorio austriaco il 25 ottobre 1955; il 26 ottobre è festeggiato come festa nazionale (chiamata Giorno della Bandiera fino al 1965). In realtà, tale commemorazione non ricorda il ritiro delle truppe alleate, ma la dichiarazione di neutralità dell'Austria, che fu sancita il 26 ottobre 1955.

## Sviluppi
Durante il primo governo post-bellico furono effettuati tentativi di negoziare un trattato, però questi tentativi fallirono perché gli Alleati volevano prima un trattato di pace con la Germania. Con l'avvio della guerra fredda, l'idea del trattato passò in secondo piano. In questo periodo, l'Austria sostenne con successo la Carinzia contro le richieste della Jugoslavia comunista, ma non riuscì a ottenere una possibile riannessione della provincia di Bolzano dall'Italia. Il clima per i negoziati migliorò con la morte di Stalin, avvenuta nel 1953, e i negoziati con il ministro degli Esteri sovietico Molotov assicurarono una conclusione per il febbraio 1955.